# Малые Базы
Малые Базы — посёлок в Ольховатском районе Воронежской области России.
Входит в состав городского поселения Ольховатка.

## География

### Улицы
| - ул. Апрельская - ул. Базовская - ул. Дорожная - ул. Красина - ул. Луговая - ул. Майская - ул. Молодёжная - ул. Ноябрьская | - ул. Озерная - ул. Ольховая - ул. Песчаная - ул. Хлеборобская - ул. Элеваторная - ул. Юбилейная - ул. Южная | - пер. Заливной - пер. Тихий |

## Население
| 2010 |
| ---- |
| 1660 |